# Laurent Gabiot
Laurent Gabiot est un ingénieur du son français. 

## Biographie
Laurent Gabiot est un ancien étudiant de la Femis (promotion « Son », 2000).

## Filmographie partielle
- 2002 : Le Voyage express au Mans, court métrage d'Annette Dutertre
- 2002 : Novo de Jean-Pierre Limosin
- 2003 : Mods de Serge Bozon
- 2003 : Les Lionceaux de Claire Doyon
- 2006 : Horezon de Pascale Bodet
- 2007 : L'Homme qui marche d'Aurélia Georges
- 2009 : Un autre homme de Lionel Baier
- 2010 : Memory Lane de Mikhael Hers
- 2010 : Nénette de Nicolas Philibert
- 2011 : La guerre est déclarée de Valérie Donzelli (mixage)
- 2012 : Traviata et nous de Philippe Béziat
- 2014 : Vincent n'a pas d'écailles de Thomas Salvador
- 2015 : Des Apaches de Nassim Amaouche
- 2019 : Notre dame de Valérie Donzelli
- 2022 : Petite Solange d'Axelle Ropert

## Distinctions
- Nomination pour le César du meilleur son 2012[2]